# Csiszér József
Csiszér József (Bukarest, 1884 – Vaskő, 1922. augusztus 21.) magyar újságíró, szerkesztő.

## Munkássága
A bányamunkás szövetség titkára, 1919 és 1922 között a szövetség magyar, román és német nyelven megjelenő lapjának, a Bányamunkásnak főszerkesztője, közben 1921. január 27. és június 10. között a Küzdelem szerkesztője. A szocialista és szakszervezeti sajtóban a szocializmus kérdéseivel és a bányamunkásság életével foglalkozott.